# 瓦斯欣德
瓦斯欣德（Vashind），是印度马哈拉施特拉邦Thane县的一个城镇。总人口10048（2020年）。

## 人口
该地2020年总人口10048人，其中男性5133人，女性4915人；0—10岁人口1742人，其中男907人，女835人；识字率89.83%，其中男性为93.67%，女性为85.83%。